# Leopoldo Maler
Leopoldo Maler (Buenos Aires, 1 de abril de 1937) es un artista visual argentino. Es padre del reconocido actor y director David Maler.
Estudió derecho y en 1961, fue a Londres donde vivió 17 años. Trabajó para la BBC y obtendrá en 1964, con el Festival Cinematográfico de Londres, un premio por un cortometraje.

## Carrera
Expuso en el Centro Georges Pompidou de París, representó a la Argentina en XlV Bienal internacional de artes del Sao Paulo donde obtuvo el Gran Premio.
En 1977, Maler recibió una beca de la Fundación Guggenheim y permaneció en Nueva York hasta 1983, año en que llegó a ser el primer rector de la escuela de los Artes Parsons (división América Latina, Santo Domingo).
Allí instaló una residencia para artistas, por la que pasaron numerosos plásticos argentinos, como Peres Celis y Pablo Ovelar, y de otros países latinoamericanos. Ha incursionado en pintura, diseño, video, cine y otras expresiones.
Desde finales de la década de 1960, la obra de Leopoldo Maler se desliza entre el teatro, la danza y las artes plásticas. La muestra exhibe documentación de Crane Ballet (1971), obra en la que tres hombres "danzan" en las alturas conducidos por sendas grúas que determinan sus movimientos aéreos de acuerdo con una estricta coreografía diseñada por el autor, Maler ya había inducido la colaboración entre bailarines y maquinarias en una obra anterior, X-lT (l969).
En esta ocasión, Maler recibió la orden artística del mérito dada por el alcalde de Madrid. En 1982 recibió el Premio Konex - Diploma al Mérito. Actualmente, prepara una serie de los nuevos proyectos incluyendo un espectáculo en Trieste, que consiste en la acopio en los varios océanos latinos de América para crear una pieza que sea al mismo tiempo artística y ecológica.

## Vida personal
Reside en Casa de Campo (en inglés), una comunidad residencial costera tropical de la República Dominicana.